# PGA Tour Golf II
PGA Tour Golf II est un jeu vidéo de golf sorti en 1992 et fonctionne sur Mega Drive. Le jeu a été développé par Sega puis édité par EA Sports.